# مال المروحيات

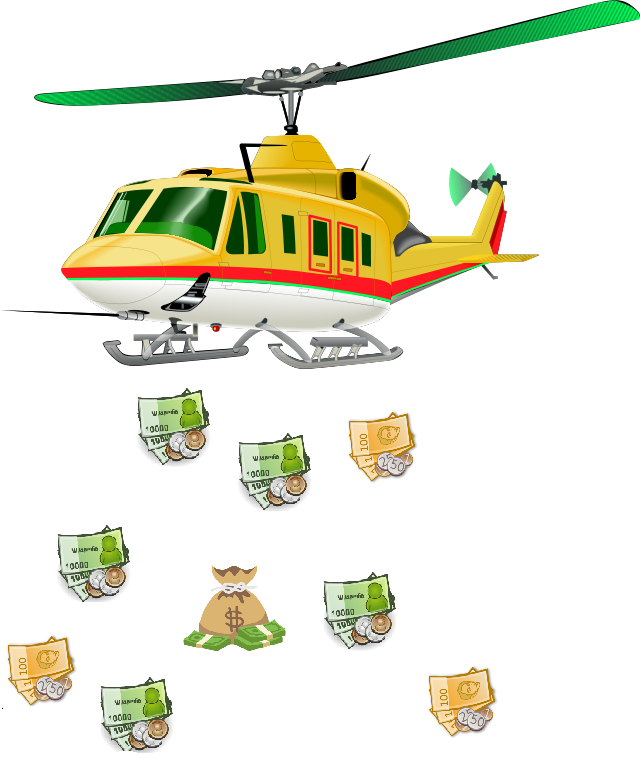

مال المروحيات أو مروحية الأموال - (بالإنجليزية: Helicopter money) مصطلح اقتصادي يشير إلى فكرة التوزيع العشوائية للمال المجاني بين المستهلكين في محاولة لتحفيز زيادة الصرف وبالتالي تحفيز التضخم.

## أصل المصطلح
مصطلح مال المروحيات تم تقديمه بداية في عام 1969 من قبل الاقتصادي الشهير ميلتون بريدمان. وذلك بهدف مكافحة الانكماش بفعالية, وقد اقترح بشكل صريح نوعًا ما، نثر الأموال من طائرة. وبالتالي سوف يلتقط الناس الأموال وبالتالي يحصلون على مال أكثر ليصرفوه, وبالتالي قد يرفع ذلك من معدل التضخم.

## كيف تعمل فكرة مال المروحيات في الحياة الواقعية؟
واقعيًا، فإن فكرة «مال المروحيات» متبعة بشكل غير مباشرة في سياسات البنوك المركزية: المؤسسات المركزية المسوؤلة عن وضع السياسات المالية. مؤخرًا، قامت العديد من البنوك المركزية حول العالم باتباع سياسة مروحية الأموال على شكل تيسير كمي. وهذا يعني طباعة أموال جديدة وضخها في العجلة الاقتصادية وذلك من خلال شركاء سندات حكومية، وفي بعض الحالات عملات أجنبية أخرى.